# Lodewijk Hendrik Buse
Lodewijk Hendrik Buse (Büse) ( 1819 - 1888 ) fue un botánico, y briólogo neerlandés.

## Algunas publicaciones

### Libros
- 1854. Gramineae. 54 pp.

## Honores

### Eponimia
género
- (Gesneriaceae) Busea Miq.[1] se nombra en su honor

- La abreviatura «Buse» se emplea para indicar a Lodewijk Hendrik Buse como autoridad en la descripción y clasificación científica de los vegetales.[2]